# 北野町
北野町（きたのまち）は、福岡県の中央に位置していた町。久留米市への通勤率は26.5%（平成12年国勢調査）。旧御井郡。北野天満宮がある。
2005年2月5日、浮羽郡田主丸町・三潴郡城島町・同三潴町とともに、久留米市へ編入合併し消滅した。町役場は久留米市役所北野総合支所として引き続き業務を行っていたが、後に旧・北野小学校跡地へ移転し、旧役場は解体され現存しない。以下は合併前日までの情勢である。

## 地理
福岡県の中央部、筑後平野の北部に位置する。南に筑後川が、中央を陣屋川と庄島用水が流れる。

### 隣接していた自治体
- 久留米市
- 浮羽郡田主丸町
- 小郡市
- 三井郡大刀洗町

## 歴史

### 近現代
- 1889年4月1日 - 町村制施行に伴い十郎丸村・今山村・中村・陣屋村が合併して御井郡北野村が成立。
- 1896年4月1日 - 郡の統合により御井郡が御原郡・山本郡と合併して三井郡となる[1]。
- 1901年4月9日 北野村が町制を施行し、北野町となる。
- 1955年3月1日 - 北野町・弓削村・大城村・金島村が合併（新設合併）し、新たに北野町となる。この時の新町名候補としてはほかに五庄屋町、三井町、新北野町、大城町、中通町、千歳町、三歳町が挙がった。
- 1995年4月14日 - 三井郡大刀洗町と境界変更。
- 1997年4月23日 - 三井郡大刀洗町と境界変更。
- 2000年8月31日 - 三井郡大刀洗町と境界変更。
- 2003年2月14日 - 小郡市と境界変更。
  - 2003年2月14日 - 三井郡大刀洗町と境界変更。
- 2005年2月5日 - 浮羽郡田主丸町、三潴郡城島町・三潴町とともに久留米市へ編入され消滅。

## 教育
- 組合立三井中央高等学校
- 北野町立北野中学校
- 北野町立北野小学校
- 北野町立大城小学校
- 北野町立弓削小学校
- 北野町立金島小学校

## 交通

### 鉄道路線
- 西日本鉄道
  - 甘木線： 北野駅 - 大城駅 - 金島駅

## 名所・旧跡・観光スポット

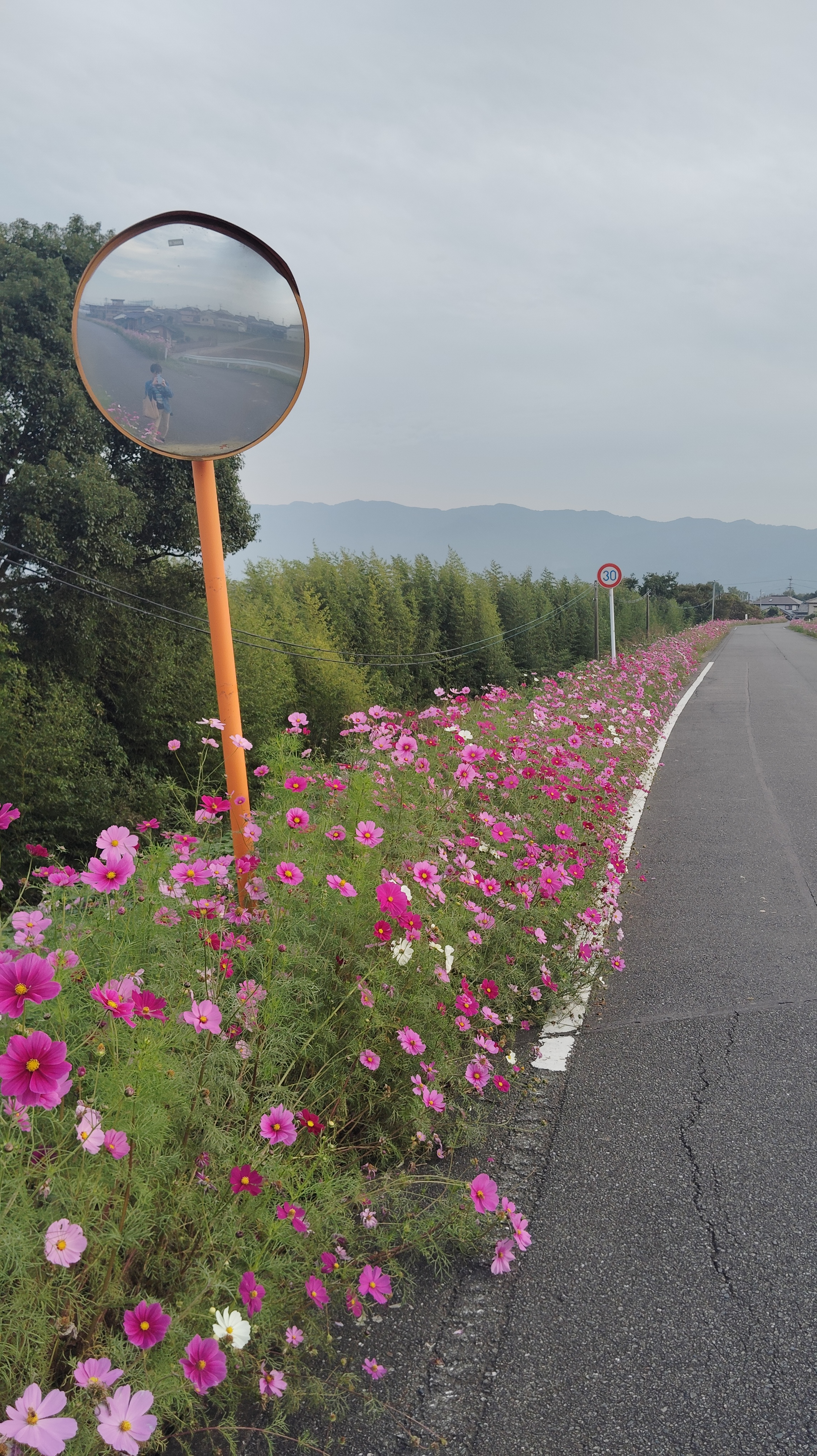
コスモス街道

- 北野天満宮
- コスモス街道

## 出身有名人
- 中村良二（元プロ野球選手・現天理大学野球部監督）